# Сеник Микита Олегович
Микита Олегович Сеник (нар. 9 лютого 1990) — український легкоатлет. Майстер спорту України міжнародного класу. Дворазовий бронзовий призер літніх Паралімпійських ігор 2008 року та учасник літніх Паралімпійських ігор 2012 і 2016 року.
Займається легкою атлетикою у Дніпропетровському регіональному центрі з фізичної культури і спорту інвалідів «Інваспорт».
Бронзовий призер чемпіонату світу 2013 року. Триразовий чемпіон Європи 2014 року. Дворазовий чемпіон (100 м, стрибок у довжину — із встановленням рекорду Європи) міжнародного турніру 2016 року.

## Державні нагороди
- Орден «За мужність» III ступеня (7 жовтня 2008) — За досягнення високих спортивних результатів на XIII літніх Паралімпійських іграх в Пекіні (Китайська Народна Республіка), виявлені мужність, самовідданість та волю до перемоги, піднесення міжнародного авторитету України[1]

## Спортивна кар'єра

### Чемпіонат світу 2019
На Чемпіонат світу з легкої атлетики, що відбувався 2019 року з 7 по 15 листопада у Дубаї (Об'єднані Арабські Емірати) виступав у двох дисциплінах у категорії T38: у бігу на 100 метрів та у стрибках у довжину та завоював бронзову нагороду. 11 листопада виступав у третьому забігу півфіналу на 100 метрів і не потрапив до кваліфікації. 15 листопада Микита стрибнув 6,38 метрів та виборов третє місце. Першим став китаєць Чу Деніг з результатом 6,61, а другим представник Росії Хетаґ Хінчаґов.